# 柚木武
柚木 武（ゆずき たける、1998年9月22日 - ）は、栃木県真岡市出身の男子プロテニス選手。WTAランキング自己最高位はシングルス1278位、ダブルス108位。左利き、バックハンド・ストロークは両手打ち。イカイ所属。

## 経歴
真岡市立亀山小学校、真岡市立真岡西中学校を卒業し、文星芸術大学附属高等学校では全国高等学校総合体育大会テニス競技大会（インターハイ）のダブルスで16強という成績を残した。その後は2022年に法政大学スポーツ健康学部スポーツ健康学科を卒業した。

### 2022年-2023年
2022年の全日本選手権男子ダブルスでは仁木拓人とペアを組み、決勝では松井俊英・上杉海斗のペアに敗れたものの準優勝した。2023年の全日本選手権男子ダブルスではベスト4となった。

### 2024年
2024年4月、チリのコンセプシオンで開催されたATPチャレンジャーツアーでは、渡邉聖太と組んだダブルスでチャレンジャー大会初優勝を飾った。2024年の全日本選手権男子ダブルスでは渡邉聖太とペアを組み、第1シードとして出場した。1回戦では伊藤竜馬と片山翔のペアを、準々決勝では有本響と菅谷優作のペアを、準決勝では第3シードの今村昌倫と市川泰誠のペアを破ると、決勝では上杉海斗と野口政勝のペアを破って優勝した。

### 2025年
2024年末には2025年全豪オープンのアジアパシフィック・ワイルドカード選手権を勝ち抜いて本戦出場権を得た。2025年1月に開催された全豪オープンでは渡邉聖太と組み、1回戦でサンティアゴ・ゴンサレスとルーカス・ミードラーのペアに敗れた。1月にはデビスカップ予選1回戦のイギリス戦で日本代表に選出され、綿貫陽介と組んで日本代表デビューした。
7月、スイスのツークで開催されたチャレンジャー大会ではナム・ジソンと組んで決勝に進出したが、決勝は悪天候続きで雨天中止となり、決勝に進出した両ペアともに準優勝扱いとなった。